# Остра-Могила (Сливенская область)
Остра-Могила (болг. Остра могила) — село в Болгарии. Находится в Сливенской области, входит в общину Котел. Население составляет 181 человек.

## Политическая ситуация
В местном кметстве Остра-Могила, в состав которого входит Остра-Могила, должность кмета (старосты) исполняет Ахмед Якубов Ахмедов (коалиция в составе 2 партий: национальное движение «Симеон Второй» (НДСВ) и движение «За права и свободы» (ДПС)) по результатам выборов правления кметства.
Кмет (мэр) общины Котел — Христо Русев Киров (коалиция партий: национальное движение «Симеон Второй» (НДСВ) и движение «За права и свободы» (ДПС)) по результатам выборов.